# Трансоксиана
Трансоксиана (също Маверана́хр (на арабски: ما وراء النهر), Фарару́д (на персийски: فرارود‎) или Парару́д (на персийски: پرارود)) е историко-географска област в Централна Азия, съответстваща приблизително на съвременен Узбекистан, Таджикистан, южен Киргизстан и югозападен Казахстан. Географски тя е областта между реките Амударя (на старогръцки: Ώξος, Оксос) и Сърдаря. Европейците използват името като подразбират областта по времето преди около VIII век, въпреки че има западни историци, които продължават да го употребяват няколко века след това. Областта е една от сатрапиите на персийската Ахеменидска династия под името Согдиана. В персийския епос Шахнаме на Фирдоуси, Трансоксиана е домът на иранските номадски племена, а река Оксос е границата между Иран и Туран.
Трансоксиана на латински буквално означава „отвъд река Оксус“, гръцкото име за Амударя, което описва областта от гледна точка на гърците и римляните. На староперсийски език областта се нарича прдри и Фараа-руд,, като второто означава „това, което е отвъд реката“. След нашествието на арабите те я наричат ма вара' ан-нахр, което е превод на персийското име, има същото значение и е предавано алтернативно като Маваранахр.

## История
Трансоксиана става известна в Европа с походите на Александър Велики, който завладява региона през IV век пр.н.е. и довежда гръцка култура. Тя е най-североизточната точка на елинистичната култура и всъщност поддържа смесена гръцка/индийска/персийска/китайска култура до арабското нашествие. По време на Сасанидската империя, областта често се нарича Согдиана, провинциално име, взето от Ахеменидската империя и използвано за различаването ѝ от близката Бактрия.
Китайският изследовател Джан Циен, който през 126 г. пр.н.е. посещава съседните Бактрия, Партия и Трансоксиана, прави първото известно китайско описание на областта. Джан Циен ясно идентифицира Партия като напреднала градска цивилизация, която отглежда зърно и грозде, сече сребърни монети и произвежда кожени изделия. Тя се управлява последователно от Селевкидите, Гръко-бактрийското царство, Партската империя и Кушанската империя преди да попадне под управлението на Сасанидите.
В последвалите времена регионът става голям културен и научен център поради ефективната централна власт и богатството, черпено от Северния път на коприната. Сасанидското управление е прекъснато от нашествие на ефталитите в края на V век, но Сасанидите се връщат отново през 565 г. След арабското завоюване на Персия много персийски благородници и земевладелци търсят спасение в тази област.
Големите градове и културни центрове на Трансоксиана са Самарканд и Бухара, разположени в нейната южна част, за която са характерни сухи, но плодородни равнини. И двата града остават центрове на персийската култура и цивилизация след настаняването на арабите в Персия и играят ключова роля във възраждането на персийската култура и установяването на Саманидската династия. Други важни градове са Шаш (Ташкент), Нахшаб (Карши), Кармана, Фергана.
Между 706 и 715 г. част от областта е завзета от арабите под предводителството на Кутайба ибн Муслим и до 738 г. номинално е подвластна на халифата на Омаядите. Арабското управление е консолидирано от Наср ибн Сайяр между 738 и 740 г. и е продължено до 750 г., когато халифатът преминава към Абасидите. Източната част на областта се контролира от китайската династия Тан до приблизително същото време, след което избухва гражданска война.
Чингис хан нахлува в Трансоксиана през 1219 г. по време на завладяването на Хорезъм. Преди смъртта му през 1227 г., той предава земите на Западна Централна Азия на втория си син Чагатай и областта става известна като Чагатайско ханство. През 1369 г. Тимур от етническата група барласи става фактически владетел, макар да поддържа церемониалната власт на династията на Чагатай хан и прави Самарканд столица на бъдещата си империя. В средата на XIV век Трансоксиана преживява разцвет.